# 1212 Франчетта
1212 Франчетта (1212 Francette) — астероїд головного поясу, відкритий 3 грудня 1931 року.
Тіссеранів параметр щодо Юпітера — 3,013.